# Messages (Google)
Messages是Google於2014年推出的SMS和即时消息应用程序，可在Android移动操作系统和網頁上使用。它支持接收和發送富通讯解决方案（RCS）消息。起初不支持端到端加密，2020年11月起开始使用Signal协议进行加密

## 历史
2018年，Google发布Messages的大规模更新，并推出网页版。
2019年12月，Messages在美国可以收發RCS消息。
2023年8月9日，Google Messages应用默认使用RCS，而且群组聊天實現端到端加密。

## 另見
- 短信
- iMessage
- Google Duo